# Pharyngodoninae
Die Pharyngodoninae sind eine Unterfamilie der Pfriemenschwänze mit 426 Arten. Sie sind die einzige Unterfamilie der Pharyngodonidae. Sie sind Parasiten bei niederen Wirbeltieren.

## Merkmale
Heteroxynematinae haben die Merkmale der Heteroxynematidae. Die Amphiden sitzen auf Stielen, die eng der Kopfoberfläche anliegen oder nach vorn vorstehen. Der Genitalkonus wird meist von einer V-förmigen sklerotisierten Bildung gestützt. Das klassische Erkennungsmerkmal der Familie / Unterfamilie sind die acht in Paaren angeordneten Kopfpapillen. Bei einigen Arten stehen diese aber einzeln wie bei den Thelastomatidae, auch bei den Genitalorganen der Männchen gibt es starke Ähnlichkeiten zu dieser Familie, so dass die Trennung künstlich erscheint. Vermutlich sind die Pharyngodonidae polyphyletisch und entstanden mehrmals aus Oxyuroidea von Insekten.

## Systematik
Zur Unterfamilie gehören 42 Gattungen:
- Aoruroides Travassos & Kloss, 1958
- Aorurus Leidy, 1849
- Bilobostoma Jex, Schneider, Rose & Cribb, 2005
- Blaberinema Garcia & Coy, 1998
- Blatticola Schwenck, 1926
- Blattophila Cobb, 1920
- Blazionema Kloss, 1966
- Cameronia Basir, 1948
- Cephalobellus Cobb, 1920
- Cordonicola Ali & Farooqui, 1969
- Coronostoma Rao, 1958
- Corpicracens Jex, Schneider, Rose & Cribb, 2006
- Corydiella Rao & Rao, 1965
- Cranifera Kloss, 1960
- Davenema Mohagan & Spiridonov, 2017
- Desmicola Basir, 1956
- Euryconema Chitwood, 1932
- Fontonema Chitwood, 1930
- Galebia Chitwood, 1932
- Galinanema Spiridonov, 1984
- Geoscaphenema Jex, Schneider, Rose & Cribb, 2006
- Golovatchinema Spiridonov, 1984
- Gryllophila Basir, 1942
- Hammerschmidtiella Chitwood, 1932
- Jaidenema Jex, Schneider, Rose & Cribb, 2006
- Johnstonia Basir, 1966
- Leidynema Schwenck in Travassos, 1929
- Leidynemella Chitwood & Chitwood, 1934
- Malaspinanema Jex, Schneider, Rose & Cribb, 2005
- Paleothelastoma Poinar, 2011
- Paracameronia De-Carvalho & Spiridonov, 1991
- Propharyngodon Biswas & Chakravarty, 1963
- Pseudodesmicola Jex, Schneider, Rose & Cribb, 2006
- Schwenckiana Kloss, 1966
- Severianoia Schwenck, 1926
- Stauratostoma Phillips, Pivar, Sun, Moulton & Bernard, 2018
- Suifunema Chitwood, 1932
- Tetleyus Dale, 1964
- Thelastoma Leidy, 1849
- Traklosia Bernard & Phillips, 2015
- Tsuganema Jex, Schneider, Rose & Cribb, 2005
- Wetanema Dale, 1967